# Alphas
Alphas este un serial de televiziune american science fiction creat de Zak Penn și Michael Karnow. Serialul prezintă povestea unui grup de oameni cu abilități de superoameni, cunoscuți sub denumire „Alphas” și misiunea lor de a lupta cu alți „Alphas” care comit infracțiuni. 
Serialul este transmis în Statele Unite de canalul prin cablu Syfy și este produs de BermanBraun și Universal Cable Productions. Premiera serialului a avut loc pe 11 iulie 2011.  